# 인천석남초등학교
인천석남초등학교는 대한민국 인천광역시 서구 석남동에 있는 공립 초등학교이다.

## 학교 연혁
- 1946년 9월 24일 인천석남공립국민학교(3학급) 개교
- 1946년 11월 1일 율도분실 개교(1~4학년 1학급 35명)
- 1948년 11월 17일 세어도분실 개교(1~4학년 1학급 34명)
- 1956년 3월 30일 율도, 세어도 분실 송현국민학교로 이관
- 1982년 3월 1일 신현국민학교(21학급)(1,238명) 분리 개교
- 1984년 3월 1일 석남서국민학교(18학급) 분리 개교
- 1989년 3월 1일 천마국민학교(11학급) 분리 개교
- 1994년 9월 1일 가석국민학교(19학급) 분리 개교
- 1996년 3월 1일 현재 교명으로 변경
- 2003년 5월 20일 전자도서관 설치
- 2004년 11월 30일 예체능 학습실(강당) 개관
- 2007년 3월 16일 방과후교실 개관
- 2007년 5월 8일 제2어학실 개관
- 2007년 9월 20일 행복한 교실(교복투) 개관
- 2008년 2월 16일 급식실 개관
- 2009년 8월 28일 국악사랑방, 도움반 종일반 개관
- 2010년 9월 1일 저학년 도서실 개관 및 고학년 도서실 리모델링(12월)
- 2011년 12월 1일 저학년 양치실 설치
- 2013년 10월 15일 소나무동산 야외 생태교실 및 연결통로 창호설치
- 2016년 9월 23일 개교 70주년 기념식
- 2016년 12월 23일 진입로 및 보행로 포장공사
- 2017년 2월 10일 창의융합교실, 진로체험실, 학습준비실 구축
- 2017년 9월 1일 음악실 시설 구축(방음벽 시공), 보건실 현대화 사업
- 2018년 12월 27일 제1과학실 현대화 공사
- 2019년 야외생태학습장 환경 개선
- 2020년 마을연계학교 모델학교, 한국어학급 운영
- 2020년 행복배움학교 및 자율학교 지정
- 2021년 교육부 그린스마트미래학교 선정
- 2021년 솔빛꿈터(소나무동산) 생태학습장 환경 개선
- 2021년 탄소중립시범학교 지정
- 2021년 드라이비트 외벽 공사, LED등 교체, 냉난방기 교체, 방화문 교체
- 2021년 석면제거 공사, 유치원 출입구 환경 개선 공사
- 2022년 채식급식선도학교, 숲교육실천학교, 놀자학교 지정
- 2022년 8월 본관동 도색공사
- 2022~2023년 경인교육대학교 실습혁력학교 지정

## 학교 상징
- 교화 - 개나리 : 희망, 선두
- 교목 - 소나무 : 굳셈, 영원
- 교조 - 까치 : 사랑, 나눔

## 참고 자료
- 인천석남초등학교 - 한국교육학술정보원 학교알리미